# پرپروار مغربی
پرپروار مغربی (نام علمی: Agdistis maghrebi) نام یک گونه از سرده پرپرواران آگدیستینا است.